# Comuni del Pernambuco

Lo Stato del Pernambuco, in Brasile

Segue un elenco dei 183 comuni dello stato brasiliano del Pernambuco (PE).
| #   | Comune                    | Microregione                    | Mesoregione                | Area (km²) | Popolazione | Densità  |
| --- | ------------------------- | ------------------------------- | -------------------------- | ---------- | ----------- | -------- |
| 1   | Abreu e Lima              | Recife                          | Metropolitana do Recife    | 129,1      | 92.242      | 714,50   |
| 2   | Afogados da Ingazeira     | Vale do Pajeú                   | Sertão Pernambucano        | 377,86     | 34.022      | 90,04    |
| 3   | Afrânio                   | Petrolina                       | São Francisco Pernambucano | 1.488,6    | 16.471      | 9,50     |
| 4   | Agrestina                 | Brejo Pernambucano              | Agreste Pernambucano       | 198,86     | 21.712      | 109,18   |
| 5   | Alagoinha                 | Vale do Ipojuca                 | Agreste Pernambucano       | 932,8      | 13.454      | 14,42    |
| 6   | Aliança                   | Mata Setentrional Pernambucana  | Zona da Mata Pernambucana  | 273        | 34.264      | 125,51   |
| 7   | Altinho                   | Brejo Pernambucano              | Agreste Pernambucano       | 452,66     | 21.790      | 48,14    |
| 8   | Amaraji                   | Mata Meridional Pernambucana    | Zona da Mata Pernambucana  | 238,86     | 20.205      | 84,59    |
| 9   | Angelim                   | Garanhuns                       | Agreste Pernambucano       | 126,76     | 9.801       | 77,32    |
| 10  | Araripina                 | Araripina                       | Sertão Pernambucano        | 1.847      | 76.598      | 41,47    |
| 11  | Araçoiaba                 | Itamaracá                       | Metropolitana do Recife    | 96,38      | 16.511      | 171,31   |
| 12  | Arcoverde                 | Sertão do Moxotó                | Sertão Pernambucano        | 353        | 65.270      | 184,90   |
| 13  | Barra de Guabiraba        | Brejo Pernambucano              | Agreste Pernambucano       | 118,14     | 13.900      | 117,66   |
| 14  | Barreiros                 | Mata Meridional Pernambucana    | Zona da Mata Pernambucana  | 229,84     | 41.973      | 182,62   |
| 15  | Belo Jardim               | Vale do Ipojuca                 | Agreste Pernambucano       | 653,6      | 70.310      | 107,57   |
| 16  | Belém de Maria            | Mata Meridional Pernambucana    | Zona da Mata Pernambucana  | 63,884     | 10.140      | 158,73   |
| 17  | Belém de São Francisco    | Itaparica                       | São Francisco Pernambucano | 1.842,7    | 20.572      | 11,16    |
| 18  | Betânia                   | Sertão do Moxotó                | Sertão Pernambucano        | 1.232,6    | 11.985      | 9,72     |
| 19  | Bezerros                  | Vale do Ipojuca                 | Agreste Pernambucano       | 492,56     | 56.518      | 114,74   |
| 20  | Bodocó                    | Araripina                       | Sertão Pernambucano        | 1.604,9    | 33.255      | 20,72    |
| 21  | Bom Conselho              | Garanhuns                       | Agreste Pernambucano       | 748,1      | 43.467      | 58,10    |
| 22  | Bom Jardim                | Médio Capibaribe                | Agreste Pernambucano       | 208,4      | 37.123      | 178,13   |
| 23  | Bonito                    | Brejo Pernambucano              | Agreste Pernambucano       | 399,50     | 39.123      | 97,93    |
| 24  | Brejinho                  | Vale do Pajeú                   | Sertão Pernambucano        | 85,199     | 7.173       | 84,19    |
| 25  | Brejo da Madre de Deus    | Microregione di Vale do Ipojuca | Agreste Pernambucano       | 762,088    | 40.528      | 53,18    |
| 26  | Brejão                    | Garanhuns                       | Agreste Pernambucano       | 161,99     | 9.388       | 57,95    |
| 27  | Buenos Aires              | Mata Setentrional Pernambucana  | Zona da Mata Pernambucana  | 87,469     | 13.266      | 151,67   |
| 28  | Buíque                    | Vale do Ipanema                 | Agreste Pernambucano       | 1.345      | 47.631      | 35,41    |
| 29  | Cabo de Santo Agostinho   | Suape                           | Metropolitana do Recife    | 446,5      | 162.476     | 363,89   |
| 30  | Cabrobó                   | Petrolina                       | São Francisco Pernambucano | 1.658      | 28.749      | 17,00    |
| 31  | Cachoeirinha              | Vale do Ipojuca                 | Agreste Pernambucano       | 179,268    | 17.558      | 97,94    |
| 32  | Caetés                    | Garanhuns                       | Agreste Pernambucano       | 323        | 26.010      | 80,53    |
| 33  | Calumbi                   | Vale do Pajeú                   | Sertão Pernambucano        | 221        | 7.675       | 34,73    |
| 34  | Calçado                   | Garanhuns                       | Agreste Pernambucano       | 114,0      | 11.854      | 103,98   |
| 35  | Camaragibe                | Recife                          | Metropolitana do Recife    | 48,3       | 133.554     | 2765,09  |
| 36  | Camocim de São Félix      | Brejo Pernambucano              | Agreste Pernambucano       | 50,869     | 15.982      | 314,18   |
| 37  | Camutanga                 | Mata Setentrional Pernambucana  | Zona da Mata Pernambucana  | 38,869     | 8.169       | 210,17   |
| 38  | Canhotinho                | Garanhuns                       | Agreste Pernambucano       | 423,869    | 24.465      | 57,72    |
| 39  | Capoeiras                 | Vale do Ipojuca                 | Agreste Pernambucano       | 335,26     | 19.608      | 58,49    |
| 40  | Carnaubeira da Penha      | Itaparica                       | São Francisco Pernambucano | 995,2      | 11.689      | 11,75    |
| 41  | Carnaíba                  | Vale do Pajeú                   | Sertão Pernambucano        | 429,7      | 18.265      | 42,51    |
| 42  | Carpina                   | Mata Setentrional Pernambucana  | Zona da Mata Pernambucana  | 146,00     | 65.205      | 446,61   |
| 43  | Caruaru                   | Vale do Ipojuca                 | Agreste Pernambucano       | 932,8      | 283.152     | 305,00   |
| 44  | Casinhas                  | Alto Capibaribe                 | Agreste Pernambucano       | 109,19     | 14.334      | 131,28   |
| 45  | Catende                   | Mata Meridional Pernambucana    | Zona da Mata Pernambucana  | 207        | 33.214      | 160,45   |
| 46  | Cedro                     | Salgueiro                       | Sertão Pernambucano        | 243        | 10.283      | 42,32    |
| 47  | Chã Grande                | Vitória de Santo Antão          | Zona da Mata Pernambucana  | 70         | 19.900      | 284,29   |
| 48  | Chã de Alegria            | Vitória de Santo Antão          | Zona da Mata Pernambucana  | 58,299     | 11.000      | 185,20   |
| 49  | Condado                   | Mata Setentrional Pernambucana  | Zona da Mata Pernambucana  | 90,999     | 23.164      | 254,55   |
| 50  | Correntes                 | Garanhuns                       | Agreste Pernambucano       | 285,29     | 16.222      | 56,86    |
| 51  | Cortês                    | Mata Meridional Pernambucana    | Zona da Mata Pernambucana  | 101        | 11.616      | 115,01   |
| 52  | Cumaru                    | Médio Capibaribe                | Agreste Pernambucano       | 278,49     | 32.355      | 116,18   |
| 53  | Cupira                    | Brejo Pernambucano              | Agreste Pernambucano       | 167        | 22.075      | 132,19   |
| 54  | Custódia                  | Sertão do Moxotó                | Sertão Pernambucano        | 1.484,6    | 31.604      | 21,29    |
| 55  | Dormentes                 | Petrolina                       | São Francisco Pernambucano | 1.392,1    | 15.150      | 10,88    |
| 56  | Escada                    | Mata Meridional Pernambucana    | Zona da Mata Pernambucana  | 348,8      | 60.156      | 172,47   |
| 57  | Exu                       | Araripina                       | Sertão Pernambucano        | 1.494      | 30.569      | 20,46    |
| 58  | Feira Nova                | Médio Capibaribe                | Agreste Pernambucano       | 118,83     | 19.027      | 160,12   |
|     | Fernando de Noronha       | Fernando de Noronha             | Metropolitana do Recife    | 17         | 3.012       | 177,10   |
| 59  | Ferreiros                 | Mata Setentrional Pernambucana  | Zona da Mata Pernambucana  | 74         | 11.064      | 149,51   |
| 60  | Flores                    | Vale do Pajeú                   | Sertão Pernambucano        | 963,83     | 22.098      | 22,93    |
| 61  | Floresta                  | Itaparica                       | São Francisco Pernambucano | 3.674,9    | 26.561      | 7,23     |
| 62  | Frei Miguelinho           | Alto Capibaribe                 | Agreste Pernambucano       | 215,83     | 14.061      | 65,15    |
| 63  | Gameleira                 | Mata Meridional Pernambucana    | Zona da Mata Pernambucana  | 259,7      | 26.404      | 101,67   |
| 64  | Garanhuns                 | Garanhuns                       | Agreste Pernambucano       | 472,46     | 124.511     | 263,54   |
| 65  | Glória do Goitá           | Vitória de Santo Antão          | Zona da Mata Pernambucana  | 231        | 28.667      | 124,10   |
| 66  | Goiana                    | Mata Setentrional Pernambucana  | Zona da Mata Pernambucana  | 492,2      | 71.740      | 145,75   |
| 67  | Granito                   | Araripina                       | Sertão Pernambucano        | 519,73     | 6.494       | 12,49    |
| 68  | Gravatá                   | Vale do Ipojuca                 | Agreste Pernambucano       | 491,5      | 70.243      | 142,92   |
| 69  | Iati                      | Garanhuns                       | Agreste Pernambucano       | 567,53     | 17.834      | 31,42    |
| 70  | Ibimirim                  | Sertão do Moxotó                | Sertão Pernambucano        | 1.901,5    | 26.436      | 13,90    |
| 71  | Ibirajuba                 | Brejo Pernambucano              | Agreste Pernambucano       | 190,0      | 7.482       | 39,38    |
| 72  | Igarassu                  | Itamaracá                       | Metropolitana do Recife    | 302,9      | 93.584      | 308,96   |
| 73  | Iguaracy                  | Vale do Pajeú                   | Sertão Pernambucano        | 773,65     | 11.927      | 15,42    |
| 74  | Inajá                     | Sertão do Moxotó                | Sertão Pernambucano        | 1.182,7    | 15.227      | 12,87    |
| 75  | Ingazeira                 | Vale do Pajeú                   | Sertão Pernambucano        | 243,7      | 4.411       | 18,10    |
| 76  | Ipojuca                   | Suape                           | Metropolitana do Recife    | 527,32     | 69.781      | 132,33   |
| 77  | Ipubi                     | Araripina                       | Sertão Pernambucano        | 972,17     | 25.893      | 26,63    |
| 78  | Itacuruba                 | Itaparica                       | São Francisco Pernambucano | 438,57     | 4.097       | 9,34     |
| 79  | Itamaracá                 | Itamaracá                       | Recife                     | 65,4       | 18.522      | 283,20   |
| 80  | Itambé                    | Mata Setentrional Pernambucana  | Zona da Mata Pernambucana  | 306,32     | 34.769      | 113,51   |
| 81  | Itapetim                  | Vale do Pajeú                   | Sertão Pernambucano        | 405        | 13.986      | 34,53    |
| 82  | Itapissuma                | Itamaracá                       | Metropolitana do Recife    | 74,382     | 23.110      | 310,69   |
| 83  | Itaquitinga               | Mata Setentrional Pernambucana  | Zona da Mata Pernambucana  | 117,382    | 15.115      | 128,77   |
| 84  | Itaíba                    | Vale do Ipanema                 | Agreste Pernambucano       | 1.073,2    | 26.486      | 24,68    |
| 85  | Jaboatão dos Guararapes   | Recife                          | Metropolitana do Recife    | 257,3      | 665.387     | 2586,04  |
| 86  | Jaqueira                  | Mata Meridional Pernambucana    | Zona da Mata Pernambucana  | 111,22     | 12.618      | 113,45   |
| 87  | Jataúba                   | Vale do Ipojuca                 | Agreste Pernambucano       | 715,72     | 15.074      | 21,06    |
| 88  | Jatobá                    | Itaparica                       | São Francisco Pernambucano | 277,22     | 14.036      | 50,63    |
| 89  | Joaquim Nabuco            | Mata Meridional Pernambucana    | Zona da Mata Pernambucana  | 115,62     | 15.953      | 137,98   |
| 90  | João Alfredo              | Médio Capibaribe                | Agreste Pernambucano       | 150,22     | 27.023      | 179,89   |
| 91  | Jucati                    | Garanhuns                       | Agreste Pernambucano       | 109,32     | 10.334      | 94,53    |
| 92  | Jupi                      | Garanhuns                       | Agreste Pernambucano       | 151,22     | 13.234      | 87,51    |
| 93  | Jurema                    | Garanhuns                       | Agreste Pernambucano       | 146,4      | 14.018      | 95,75    |
| 94  | Lagoa Grande              | Petrolina                       | São Francisco Pernambucano | 1.852      | 22.379      | 12,08    |
| 95  | Lagoa do Carro            | Mata Setentrional Pernambucana  | Zona da Mata Pernambucana  | 69,87      | 14.226      | 203,61   |
| 96  | Lagoa do Itaenga          | Mata Setentrional Pernambucana  | Zona da Mata Pernambucana  | 62,722     | 20.018      | 319,15   |
| 97  | Lagoa do Ouro             | Garanhuns                       | Agreste Pernambucano       | 199        | 11.900      | 59,80    |
| 98  | Lagoa dos Gatos           | Brejo Pernambucano              | Agreste Pernambucano       | 189,22     | 16.278      | 86,03    |
| 99  | Lajedo                    | Garanhuns                       | Agreste Pernambucano       | 208,94     | 33.443      | 160,06   |
| 100 | Limoeiro                  | Médio Capibaribe                | Agreste Pernambucano       | 269,97     | 55.850      | 207,00   |
| 101 | Macaparana                | Mata Setentrional Pernambucana  | Zona da Mata Pernambucana  | 100,24     | 23.144      | 230,89   |
| 102 | Machados                  | Médio Capibaribe                | Agreste Pernambucano       | 45,124     | 10.628      | 235,53   |
| 103 | Manari                    | Sertão do Moxotó                | Sertão Pernambucano        | 407        | 15.589      | 38,30    |
| 104 | Maraial                   | Mata Meridional Pernambucana    | Zona da Mata Pernambucana  | 197,64     | 12.293      | 62,20    |
| 105 | Mirandiba                 | Salgueiro                       | Sertão Pernambucano        | 809        | 13.513      | 16,70    |
| 106 | Moreilândia               | Araripina                       | Sertão Pernambucano        | 619,74     | 11.148      | 17,99    |
| 107 | Moreno                    | Recife                          | Metropolitana do Recife    | 192,14     | 52.780      | 274,70   |
| 108 | Nazaré da Mata            | Mata Setentrional Pernambucana  | Zona da Mata Pernambucana  | 141,3      | 29.256      | 207,05   |
| 109 | Olinda                    | Recife                          | Metropolitana do Recife    | 29         | 387.494     | 13361,00 |
| 110 | Orobó                     | Médio Capibaribe                | Agreste Pernambucano       | 126,34     | 22.906      | 181,30   |
| 111 | Orocó                     | Petrolina                       | São Francisco Pernambucano | 562,64     | 10.873      | 19,32    |
| 112 | Ouricuri                  | Araripina                       | Sertão Pernambucano        | 2.422,860  | 62.367      | 25,74    |
| 113 | Palmares                  | Mata Meridional Pernambucana    | Zona da Mata Pernambucana  | 376,29     | 56.547      | 150,28   |
| 114 | Palmeirina                | Garanhuns                       | Agreste Pernambucano       | 200,5      | 8.454       | 42,16    |
| 115 | Panelas                   | Brejo Pernambucano              | Agreste Pernambucano       | 372        | 25.006      | 67,22    |
| 116 | Paranatama                | Garanhuns                       | Agreste Pernambucano       | 272,79     | 11.245      | 41,22    |
| 117 | Parnamirim                | Salgueiro                       | Sertão Pernambucano        | 2598,5     | 19.785      | 7,61     |
| 118 | Passira                   | Médio Capibaribe                | Agreste Pernambucano       | 364,85     | 29.131      | 79,84    |
| 119 | Paudalho                  | Mata Setentrional Pernambucana  | Zona da Mata Pernambucana  | 270,35     | 45.805      | 169,43   |
| 120 | Paulista                  | Recife                          | Metropolitana do Recife    | 94         | 307.284     | 3268,98  |
| 121 | Pedra                     | Vale do Ipanema                 | Agreste Pernambucano       | 803        | 21.519      | 26,80    |
| 122 | Pesqueira                 | Vale do Ipojuca                 | Agreste Pernambucano       | 1.000      | 63.878.     | 60,50    |
| 123 | Petrolina                 | Petrolina                       | São Francisco Pernambucano | 4.558,54   | 268.339     | 57,00    |
| 124 | Petrolândia               | Itaparica                       | São Francisco Pernambucano | 1.088,2    | 31.412      | 28,87    |
| 125 | Pombos                    | Vitória de Santo Antão          | Zona da Mata Pernambucana  | 208        | 24.429      | 117,45   |
| 126 | Poção                     | Vale do Ipojuca                 | Agreste Pernambucano       | 212,18     | 10.896      | 51,35    |
| 127 | Primavera                 | Mata Meridional Pernambucana    | Zona da Mata Pernambucana  | 96,518     | 11.897      | 123,26   |
| 128 | Quipapá                   | Mata Meridional Pernambucana    | Zona da Mata Pernambucana  | 225,68     | 24.622      | 109,10   |
| 129 | Quixaba                   | Vale do Pajeú                   | Sertão Pernambucano        | 216,38     | 6.826       | 31,55    |
| 130 | Riacho das Almas          | Vale do Ipojuca                 | Agreste Pernambucano       | 313,99     | 18.442      | 58,73    |
| 131 | Ribeirão                  | Mata Meridional Pernambucana    | Zona da Mata Pernambucana  | 287,99     | 38.627      | 134,13   |
| 132 | Rio Formoso               | Mata Meridional Pernambucana    | Zona da Mata Pernambucana  | 433        | 20.918      | 48,31    |
| 133 | Sairé                     | Brejo Pernambucano              | Agreste Pernambucano       | 198,78     | 13.872      | 69,79    |
| 134 | Salgadinho                | Médio Capibaribe                | Agreste Pernambucano       | 72         | 7.139       | 99,10    |
| 135 | Salgueiro                 | Salgueiro                       | Sertão Pernambucano        | 1.733,7    | 53.422      | 30,81    |
| 136 | Saloá                     | Garanhuns                       | Agreste Pernambucano       | 252        | 15.027      | 60,00    |
| 137 | Sanharó                   | Vale do Ipojuca                 | Agreste Pernambucano       | 247,5      | 18.129      | 73,25    |
| 138 | Santa Cruz                | Araripina                       | Sertão Pernambucano        | 1.432,1    | 13.642      | 9,53     |
| 139 | Santa Cruz da Baixa Verde | Vale do Pajeú                   | Sertão Pernambucano        | 91,2       | 11.664      | 127,89   |
| 140 | Santa Cruz do Capibaribe  | Alto Capibaribe                 | Agreste Pernambucano       | 369,6      | 73.667      | 199,32   |
| 141 | Santa Filomena            | Araripina                       | Sertão Pernambucano        | 843,91     | 13.930      | 16,51    |
| 142 | Santa Maria da Boa Vista  | Petrolina                       | São Francisco Pernambucano | 2.977,8    | 41.870      | 14,06    |
| 143 | Santa Maria do Cambucá    | Alto Capibaribe                 | Agreste Pernambucano       | 92,15      | 12.482      | 135,45   |
| 144 | Santa Terezinha           | Vale do Pajeú                   | Sertão Pernambucano        | 196        | 9.861       | 50,31    |
| 145 | Serra Talhada             | Vale do Pajeú                   | Sertão Pernambucano        | 2.965,3    | 76.360      | 25,75    |
| 146 | Serrita                   | Salgueiro                       | Sertão Pernambucano        | 1.602,3    | 18.238      | 11,38    |
| 147 | Sertânia                  | Sertão do Moxotó                | Sertão Pernambucano        | 2.422      | 34.106      | 14,08    |
| 148 | Sirinhaém                 | Mata Meridional Pernambucana    | Zona da Mata Pernambucana  | 356,74     | 36.483      | 102,27   |
| 149 | Solidão                   | Vale do Pajeú                   | Sertão Pernambucano        | 130,74     | 5.849       | 44,74    |
| 150 | Surubim                   | Alto Capibaribe                 | Agreste Pernambucano       | 254,94     | 53.888      | 211,38   |
| 151 | São Benedito do Sul       | Mata Meridional Pernambucana    | Zona da Mata Pernambucana  | 209,38     | 9.620       | 45,95    |
| 152 | São Bento do Una          | Vale do Ipojuca                 | Agreste Pernambucano       | 715,98     | 46.773      | 65,33    |
| 153 | São Caitano               | Vale do Ipojuca                 | Agreste Pernambucano       | 382,48     | 35.085      | 91,73    |
| 154 | São Joaquim do Monte      | Brejo Pernambucano              | Agreste Pernambucano       | 230,68     | 20.008      | 86,73    |
| 155 | São José da Coroa Grande  | Mata Meridional Pernambucana    | Zona da Mata Pernambucana  | 75         | 17.112      | 228,16   |
| 156 | São José do Belmonte      | Salgueiro                       | Sertão Pernambucano        | 149,168    | 32.471      | 217,68   |
| 157 | São José do Egito         | Vale do Pajeú                   | Sertão Pernambucano        | 783,38     | 30.426      | 38,84    |
| 158 | São João                  | Garanhuns                       | Agreste Pernambucano       | 236,68     | 21.031      | 88,86    |
| 159 | São Lourenço da Mata      | Recife                          | Metropolitana do Recife    | 264,48     | 95.239      | 360,10   |
| 160 | São Vicente Férrer        | Médio Capibaribe                | Agreste Pernambucano       | 110        | 16.944      | 154,04   |
| 161 | Tabira                    | Vale do Pajeú                   | Sertão Pernambucano        | 393,34     | 25.999      | 66,10    |
| 162 | Tacaimbó                  | Vale do Ipojuca                 | Agreste Pernambucano       | 210,94     | 12.093      | 57,33    |
| 163 | Tacaratu                  | Itaparica                       | São Francisco Pernambucano | 1.264,541  | 20.552      | 16,25    |
| 164 | Tamandaré                 | Mata Meridional Pernambucana    | Zona da Mata Pernambucana  | 98,9       | 18.081      | 182,82   |
| 165 | Taquaritinga do Norte     | Alto Capibaribe                 | Agreste Pernambucano       | 450,77     | 21.461      | 47,61    |
| 166 | Terezinha                 | Garanhuns                       | Agreste Pernambucano       | 213        | 6.630       | 31,13    |
| 167 | Terra Nova                | Petrolina                       | São Francisco Pernambucano | 361        | 7.518       | 20,83    |
| 168 | Timbaúba                  | Mata Setentrional Pernambucana  | Zona da Mata Pernambucana  | 320,57     | 51.560      | 160,84   |
| 169 | Toritama                  | Alto Capibaribe                 | Agreste Pernambucano       | 34,857     | 29.907      | 857,99   |
| 170 | Tracunhaém                | Mata Setentrional Pernambucana  | Zona da Mata Pernambucana  | 141,67     | 12.736      | 89,90    |
| 171 | Trindade                  | Araripina                       | Sertão Pernambucano        | 245        | 24.544      | 100,18   |
| 172 | Triunfo                   | Vale do Pajeú                   | Sertão Pernambucano        | 191,52     | 15.245      | 79,60    |
| 173 | Tupanatinga               | Vale do Ipanema                 | Agreste Pernambucano       | 869,8      | 20.924      | 24,06    |
| 174 | Tuparetama                | Vale do Pajeú                   | Sertão Pernambucano        | 231,67     | 8.268       | 35,69    |
| 175 | Venturosa                 | Vale do Ipanema                 | Agreste Pernambucano       | 338        | 14.985      | 44,33    |
| 176 | Verdejante                | Salgueiro                       | Sertão Pernambucano        | 449,17     | 9.536       | 21,23    |
| 177 | Vertente do Lério         | Alto Capibaribe                 | Agreste Pernambucano       | 81,117     | 7.509       | 92,57    |
| 178 | Vertentes                 | Alto Capibaribe                 | Agreste Pernambucano       | 172,77     | 16.927      | 97,97    |
| 179 | Vicência                  | Mata Setentrional Pernambucana  | Zona da Mata Pernambucana  | 250,37     | 27.151      | 108,44   |
| 180 | Vitória de Santo Antão    | Vitória de Santo Antão          | Zona da Mata Pernambucana  | 368        | 121.557     | 330,32   |
| 181 | Xexéu                     | Mata Meridional Pernambucana    | Zona da Mata Pernambucana  | 116,57     | 14.231      | 122,08   |
| 182 | Água Preta                | Mata Meridional Pernambucana    | Zona da Mata Pernambucana  | 5.328,6    | 29.391      | 5,52     |
| 183 | Águas Belas               | Vale do Ipanema                 | Agreste Pernambucano       | 887,56     | 38.055      | 42,88    |